# Droga wojewódzka nr 219
Droga wojewódzka nr 219 (DW219) – droga wojewódzka w Gniewie, w województwie  pomorskim łącząca nieistniejącą stację kolejową Brodzkie Młyny z drogą wojewódzką nr 234 w dzielnicy Gniewskie Młyny.
Jest aktualnie trzecią co do długości najkrótszą drogą wojewódzką w Polsce zaraz po DW 514 (27 metrów) i DW586 (44 metry). Droga DW 219 liczy około 55 m.